# 小行星1660
小行星1660（1660 Wood）是一颗围绕太阳公轉的小行星，为主小行星帶小行星。1953年4月7日，雅各布斯·阿爾伯特·布魯爾（Jacobus Albertus Bruwer）在約翰尼斯堡发现了此天体。
該小行星以英國天文學家哈里·埃德溫·伍德命名。